# Геремеев, Сулейман Садулаевич
Сулейма́н Садула́евич Гереме́ев (род. 20 января 1971) — российский государственный деятель, сенатор Российской Федерации от Чеченской Республики, член Комитета Совета Федерации по экономической политике.
Из-за поддержки нарушения территориальной целостности Украины во время российско-украинской войны находится под персональными международными санкциями  Евросоюза, США, Великобритании и ряда других стран.

## Биография
Родился 20 января 1971 года. В 1996 году окончил Чеченский государственный университет.
С 2003 года — советник Рамзана Кадырова «по работе с силовыми структурами», затем помощник главы Чечни.
С 2005 года в основном жил в Москве, участвовал в презентациях Чеченской Республики на федеральном уровне. В частности, организовывал проведение Дней Чеченской Республики в Государственной Думе России. Официальное название должности Геремеева на момент назначения в Совет Федерации — «старший оперуполномоченный отделения отряда милиции специального назначения „Терек“ ГУ МВД России по Южному федеральному округу».

### В Совете Федерации
Предшественником Геремеева на должности сенатора от Чечни был Умар Джабраилов. Несмотря на то, что его полномочия истекали лишь в 2011 году, Джабраилов неожиданно отказался от поста сенатора, утверждая, что принял это решение самостоятельно.
22 октября 2009 года президент Чечни своим указом назначил, а парламент Чеченской Республики одобрил кандидатуру Геремеева на должность сенатора от Чеченской Республики. Председатель парламента Чечни Дукуваха Абдурахманов заявил, что «Сулейман Геремеев — надёжный член нашей команды». 3 февраля 2010 года Сулейман Геремеев был утверждён в качестве представителя в Совете Федерации Федерального Собрания Российской Федерации от исполнительного органа государственной власти Чеченской Республики, причём члены Совета Федерации проголосовали единогласно. По мнению сенатора Зияда Сабсаби, такой результат был обеспечен благодаря авторитету Рамзана Кадырова как «лидера республики, в которой происходят положительные изменения, результаты которых впечатляют». По словам Зияда Сабсаби, Сулейман Геремеев сначала склонялся «к решению поработать в Комитете Совета Федерации по правовым и судебным вопросам», поскольку «это ему не понаслышке знакомое направление и опыта работы у него достаточно». Однако впоследствии Геремеев стал членом Комитета Совета Федерации по образованию и науке.
8 июня 2011 года полномочия члена Совета Федерации Геремеева были прекращены досрочно, поскольку он был избран депутатом Совета депутатов Старогладовского сельского поселения Шелковского муниципального района Чеченской Республики. Местом жительства Геремеева в это время значился посёлок Шимск Новгородской области.
Указом Главы Чеченской Республики от 11 июня 2011 года вновь назначен представителем в Совете Федерации Федерального Собрания Российской Федерации от исполнительного органа государственной власти Чеченской Республики. На этот раз Геремеев стал членом Комитета Совета Федерации по федеративному устройству, региональной политике, местному самоуправлению и делам Севера.
Указом Главы Чеченской Республики от 05 октября 2016 года № 151  Геремеев вновь назначен представителем в Совете Федерации Федерального Собрания Российской Федерации от исполнительного органа государственной власти Чеченской Республики . Является членом Комитета Совета Федерации по Регламенту и организации парламентской деятельности. Срок окончания полномочий: октябрь 2021 года..
5 октября 2021 года Геремеев Сулейман Садулаевич Указом Главы Чеченской Республики наделен полномочиями сенатора Российской Федерации - представителя от исполнительного органа государственной власти Чеченской Республики  Является членом Комитета Совета Федерации по экономической политике. Срок окончания полномочий: сентябрь 2026 года 
Геремеев является непременным участником мероприятий, на которых присутствует глава Чеченской Республики. По результатам обработки деклараций о доходах Геремеев вошёл в тройку самых бедных членов Совета Федерации.

### Непарламентская деятельность
Сулейман Геремеев считается лицом из ближайшего окружения Рамзана Кадырова. С его персоной связывают некоторые криминальные происшествия, например, готовившееся в 2006 году покушение на Бислана Гантамирова. Также он допрашивался в 2009 году в качестве свидетеля по делу об убийстве Руслана Ямадаева. Называют его имя и в связи с другими не менее громкими преступлениями. Некоторые комментаторы считают, что членство в Совете Федерации было необходимо Геремееву для получения депутатской неприкосновенности.
Сулейман Геремеев является членом координационного совета Ассоциации чеченских общественных и культурных объединений.

## Семья
Его старший брат — Ваха Геремеев (род. 1965), подполковник, бывший сотрудник службы безопасности Ахмата Кадырова, а с 2008 года начальник ОВД по Шелковскому району Чеченской Республики. Их двоюродный брат — депутат Государственной думы России Адам Делимханов, которого Рамзан Кадыров называет своим возможным преемником на посту президента Чечни.
Племянник Сулеймана — командир роты батальона «Север», майор Руслан Геремеев (род. 10 мая 1978), в 2010 году был награждён Орденом Мужества, одновременно со своим заместителем Зауром Дадаевым. В марте 2015 года он был объявлен в розыск в связи с причастностью к убийству Бориса Немцова.

## Награды
- медаль ордена «За заслуги перед Отечеством» II степени - награждён указом президента Путина от 27.02.20 «за большой вклад в развитие парламентаризма и активную законотворческую деятельность». При этом последний перед награждением законопроект был внесен Геремеевым в соавторстве в октябре 2015 года, а все семь законопроектов, в разработке которых он принимал участие с 2012 года, не прошли первое чтение: были отклонены или возвращены субъекту законодательной инициативы. Пресс-секретарь президента Путина Дмитрий Песков заявил, что количество законотворческих инициатив вряд ли может быть каким-то окончательным критерием, потому что сенатор может принимать активное участие в разработке инициатив, которые дальше уже инициируются другими сенаторами. По словам Пескова, судить по активности того или иного законодателя только по количеству внесенных законопроектов нельзя. Указ о награждении вышел в день пятой годовщины убийства Бориса Немцова, в деле о котором фигурировал Геремеев[33][34].
- Орден Кадырова (7 апреля 2011 года)[35].